# Liste der Biografien/Jau
Liste der Biografien |
Portal Biografien |
Personensuche
# |
A |
B |
C |
D |
E |
F |
G |
H |
I |
J |
K |
L |
M |
N |
O |
P |
Q |
R |
S |
T |
U |
V |
W |
X |
Y |
Z |
?
 
Ja |
Jb |
Jd |
Je |
Jh |
Ji |
Jj |
Jl |
Jn |
Jm |
Jo |
Jp |
Jr |
Js |
Jt |
Ju |
Jv |
Jw |
Jy
 
Jaa |
Jab |
Jac |
Jad |
Jae |
Jaf |
Jag |
Jah |
Jai |
Jaj |
Jak |
Jal |
Jam |
Jan |
Jao |
Jap |
Jaq |
Jar |
Jas |
Jat |
Jau |
Jav |
Jaw |
Jax |
Jay |
Jaz

## Jau
Die Liste der Biografien führt alle Personen auf, die in der deutschsprachigen Wikipedia einen Artikel haben. Dieses ist eine Teilliste mit 154 Einträgen von Personen, deren Namen mit den Buchstaben „Jau“ beginnt.

### Jaua
- Jaua, Elías (* 1969), venezolanischer Politiker

### Jaub
- Jaubert, Anouck (* 1994), französische Sportkletterin
- Jaubert, Caroline (1803–1882), französische Schriftstellerin und Salonnière
- Jaubert, Hippolyte François (1798–1874), französischer Botaniker
- Jaubert, Maurice (1900–1940), französischer Komponist
- Jaubert, Pierre Amédée (1779–1847), französischer Orientalist

### Jauc
- Jauca, Monica (* 1968), rumänische Biathletin
- Jauch, Andy (* 1976), deutscher Politiker (SPD), MdA
- Jauch, August (1848–1930), deutscher Gutsherr und Politiker, MdHB
- Jauch, Auguste (1822–1902), deutsche hamburgische Wohltäterin
- Jauch, Dieter (1947–2025), deutscher Zoologe und Zoo- und Gärtendirektor
- Jauch, Emil (1911–1962), Schweizer Architekt
- Jauch, Ernst-Alfred (1920–1991), deutscher Journalist
- Jauch, Ewald (1902–1946), deutscher SS-Oberscharführer im KZ Neuengamme
- Jauch, Frank (* 1951), deutscher Diplom-Physiker und Politiker (SPD), MdVK
- Jauch, Franz (1807–1867), Schweizer Politiker (FDP)
- Jauch, Gerd (1924–2007), deutscher Fernsehmoderator und Fernsehjournalist
- Jauch, Giovanni (1806–1877), Schweizer Politiker, Tessiner Grossrat, Nationalrat, Ständerat und Staatsrat
- Jauch, Günter (* 1965), deutscher Degenfechter
- Jauch, Günther (* 1956), deutscher FernsehjournalistGünther Jauch (* 1956)

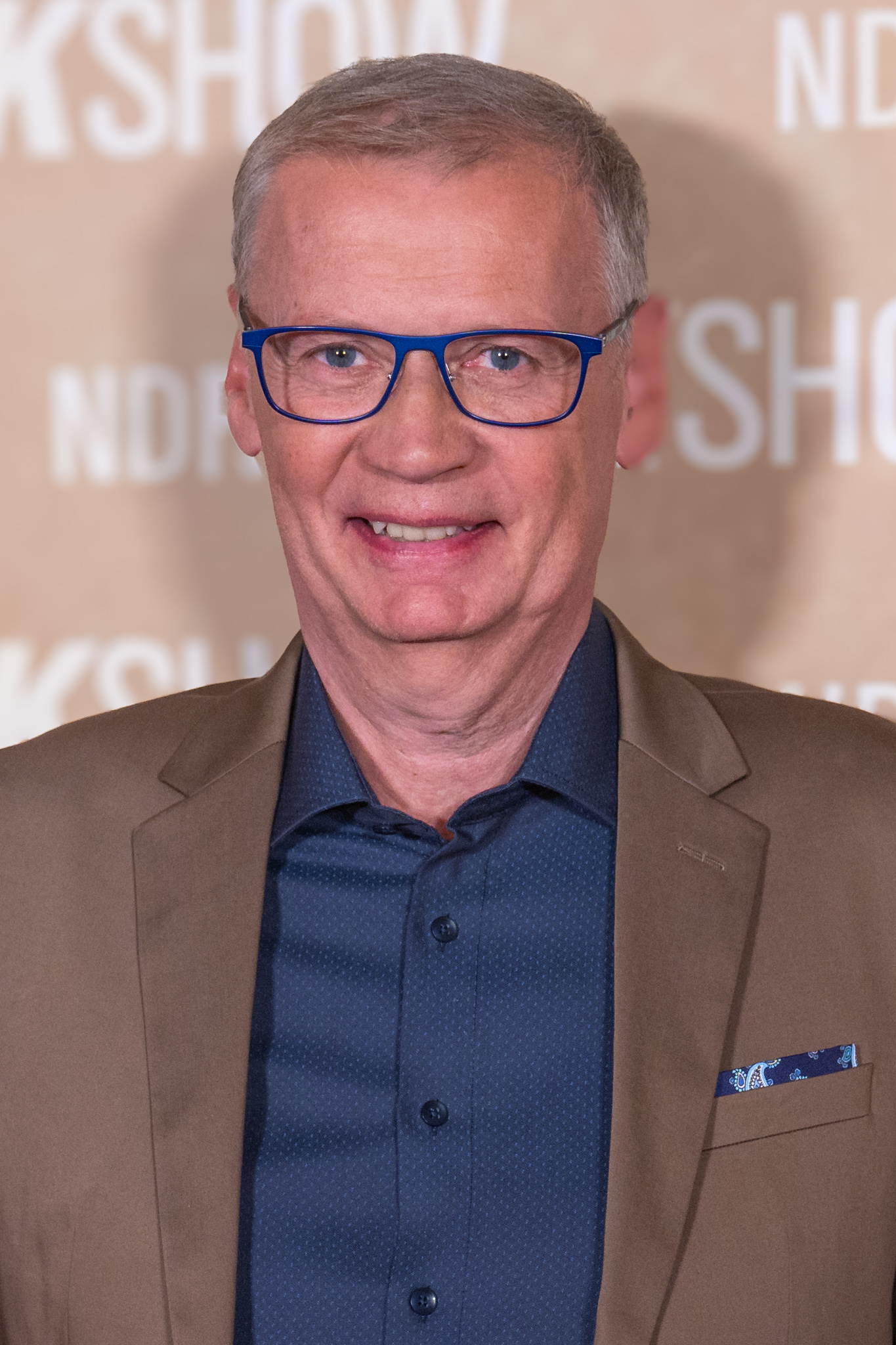
Günther Jauch (* 1956)

- Jauch, Hans (1883–1965), deutscher Offizier und Freikorpsführer
- Jauch, Hans-Gerd (* 1953), deutscher Jurist, Rechtsanwalt
- Jauch, Ida (1886–1944), deutsche Gerechte unter den Völkern
- Jauch, Joachim Daniel (1688–1754), deutscher Ingenieuroffizier und Architekt
- Jauch, Johann Christian senior (1765–1855), hanseatischer Kaufmann
- Jauch, Johann Christoph (1669–1725), deutscher evangelischer Geistlicher und Dichter barocker Musiktexte
- Jauch, Josef-Maria (1914–1974), Schweizer theoretischer Physiker
- Jauch, Meolie (* 2007), deutsche Gerätturnerin
- Jauch, Pius (* 1983), deutscher Dichter, Komponist und Schauspieler
- Jauch, Thomas (* 1958), deutscher Filmregisseur
- Jauch, Ursula Pia (* 1959), Schweizer Philosophin und Publizistin
- Jauch, Walter (1888–1976), deutscher Versicherungskaufmann
- Jauch-Delhees, Petra (* 1959), Schweizer Tennisspielerin
- Jauck, Erhard (* 1940), deutscher Verwaltungsbeamter und Staatssekretär
- Jaucourt, Louis de (1704–1779), französischer Arzt, Schriftsteller und Enzyklopädist im Zeitalter der Aufklärung

### Jaud
- Jaud, Gottfried (* 1937), österreichischer Tischler und Politiker (ÖVP), Mitglied des Bundesrates
- Jaud, Josef (1878–1922), deutscher Politiker (BVP), MdR
- Jaud, Ludwig (1919–1998), deutscher Politiker (SPD), MdL Bayern und Bürgermeister
- Jaud, Tommy (* 1970), deutscher Schriftsteller und DrehbuchautorTommy Jaud (* 1970)

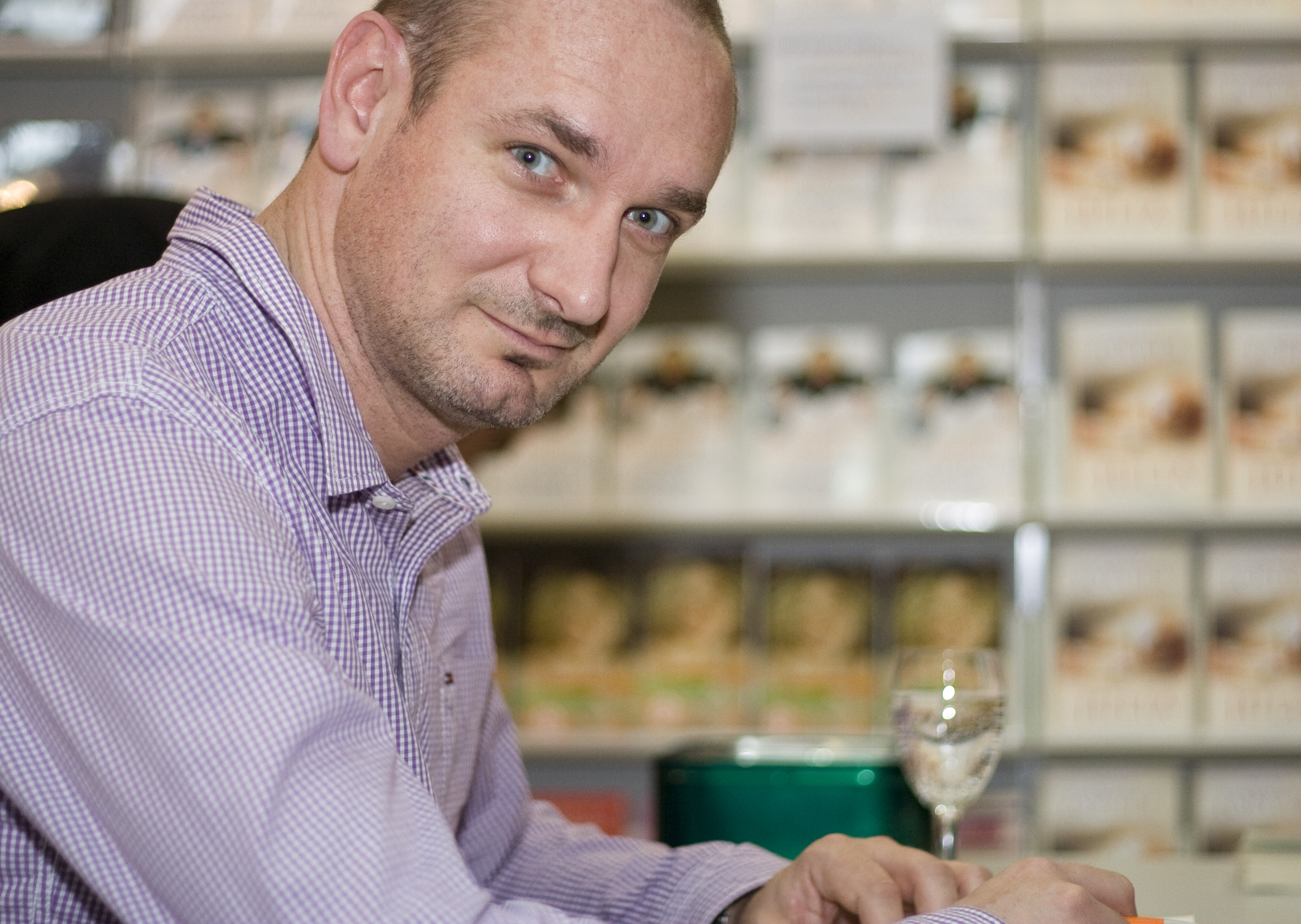
Tommy Jaud (* 1970)

- Jaudenes y Nebot, Josef de (* 1764), spanischer Botschafter in den Vereinigten Staaten
- Jaudes, Christian (1959–2024), US-amerikanischer Jazzmusiker (Trompete) und Hochschullehrer
- Jaudzims, Arno, deutscher Wirtschaftswissenschaftler und Hochschullehrer

### Jaue
- Jauer, Georg (1896–1971), deutscher General der Panzertruppe im Zweiten Weltkrieg
- Jauer, Joachim (1940–2022), deutscher Journalist und Schriftsteller
- Jauer, Marcus (* 1974), deutscher Autor und Journalist
- Jauernig, Othmar (1927–2014), deutscher Jurist und Hochschullehrer
- Jauernig, Reinhold (1893–1966), deutscher Theologe und Archivar
- Jauernik, Christoph (* 1984), deutscher Handballtrainer und ehemaliger Handballspieler
- Jauernik, Michael (* 1948), deutscher Bankräuber, Autor und Aktivist für Gefangenenrechte

### Jauf
- Jaufenthaler, Brigitte (* 1961), österreichische Schauspielerin
- Jauffret, François (* 1942), französischer Tennisspieler
- Jauffret, Gaspard-André (1759–1823), französischer Geistlicher und Bischof von Metz
- Jauffret, Louis (* 1943), französischer Skirennläufer
- Jauffret, Louis-François (1770–1840), französischer Anthropologe, Pädagoge, Historiker und Dichter
- Jauffret, Régis (* 1955), französischer Schriftsteller
- Jaufmann, Philipp (* 1877), deutsch-russischer römisch-katholischer Geistlicher und Märtyrer
- Jaufré Rudel, Troubadour

### Jaug
- Jaugelis-Telega, Steponas († 1668), litauischer Kulturaktivist und Bürgermeister
- Jaugstetter, Robert (* 1948), US-amerikanischer Ruderer

### Jauh
- Jauhari, Atik (* 1949), indonesischer Badmintonspieler und -trainer
- Jauhari, Meiliana (* 1984), indonesische Badmintonspielerin
- Jauhleuskaja, Lalita (* 1963), belarussisch-australische Sportschützin
- Jauhojärvi, Sami (* 1981), finnischer Skilangläufer

### Jauk
- Jauk, Werner (* 1953), österreichischer Forscher und Künstler
- Jauković, Đurđina (* 1997), montenegrinische Handballspielerin
- Jaukus, Alfred (* 1925), deutscher Fußballspieler

### Jaul
- Jaulin, Robert (1928–1996), französischer Anthropologe und Ethnologe

### Jaum
- Jaumann, Anton (1927–1994), deutscher Politiker (CSU), MdLAnton Jaumann (1927–1994)

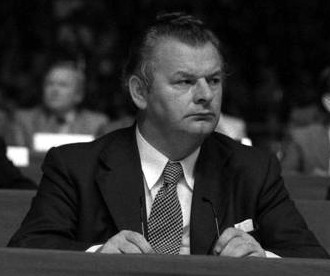
Anton Jaumann (1927–1994)

- Jaumann, Bernhard (* 1957), deutscher Schriftsteller
- Jaumann, Gustav (1863–1924), österreichischer Physiker
- Jaumann, Herbert (* 1945), deutscher Literaturwissenschaftler und Hochschullehrer
- Jaumann, Ignaz von (1778–1862), deutscher römisch-katholischer Geistlicher, Domdekan in Rottenburg und Altertumsforscher
- Jaumann, Johannes (1902–1971), deutscher Physiker und Hochschullehrer
- Jaumann, Ralf (* 1954), deutscher Planetenforscher
- Jaumann, Rudolf Alfred (1859–1923), tschechisch-österreichischer Landschafts- und Porträtmaler
- Jaume de Faveran, gotischer Baumeister und Bildhauer in Nordkatalonien und dem Languedoc
- Jaume Rovira, katalanischer Dichter und
- Jaume, André (* 1940), französischer Jazzmusiker
- Jaume, Bernat (* 1995), spanischer Squashspieler
- Jaumeandreu i Triter, Eudald (1774–1840), katalanischer Ökonom
- Jaumin, Jean-Marc (* 1970), belgischer Basketballspieler und -trainer

### Jaun
- Jaun, Rudolf (* 1948), Schweizer Militärhistoriker
- Jaun, Sam (1935–2018), Schweizer Schriftsteller
- Jaunalksne, Ilze (* 1976), lettische Journalistin und TV-Moderatorin
- Jauncey, Charles, Baron Jauncey of Tullichettle (1925–2007), britischer Jurist
- Jaundžeikars, Dzintars (1956–2022), lettischer Politiker
- Jaune, Oda (* 1979), bulgarische MalerinOda Jaune (* 1979)

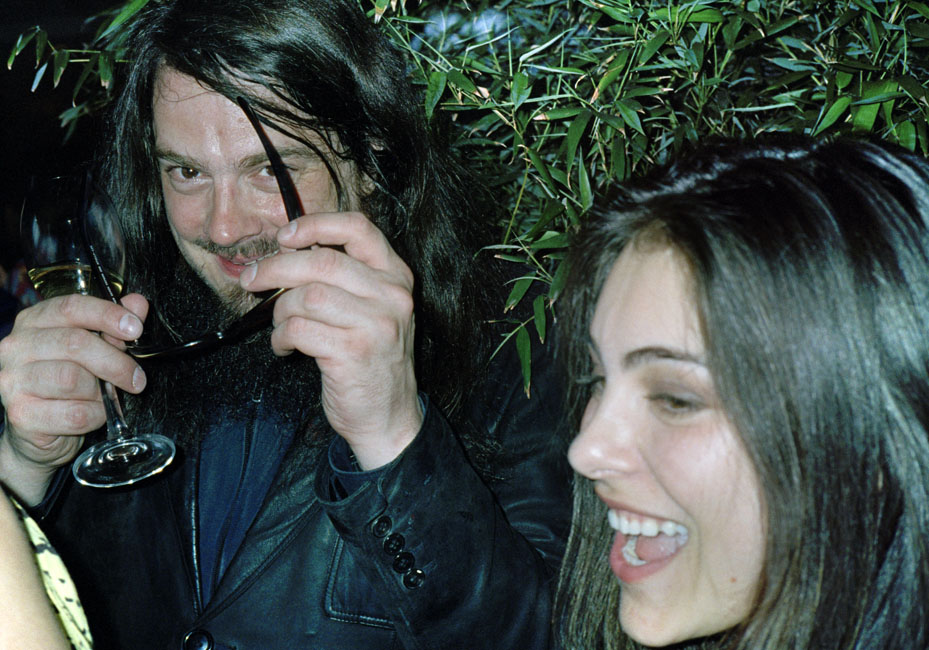
Oda Jaune (* 1979)

- Jaunegg, David (* 2003), österreichischer Fußballspieler
- Jauner von Schroffenegg, August (1835–1907), österreichischer Verwaltungsbeamter
- Jauner, Franz von (1831–1900), österreichischer Schauspieler und Theaterdirektor
- Jauner, Heinrich (1833–1912), österreichischer Medailleur und Graveur
- Jaunet, André (1911–1988), französisch-schweizerischer Flötist und Instrumentalpädagoge
- Jaunez, Eduard (1834–1916), lothringischer Ingenieur und Unternehmer, Bürgermeister der Stadt Saargemünd, MdR
- Jaunez, Max (1873–1947), deutscher Unternehmer und Politiker, MdR
- Jauniaux, Catherine (* 1955), belgische Sängerin (Artrock, Improvisationsmusik)
- Jaunich, Hans-Georg (* 1951), deutscher Handballspieler
- Jaunich, Horst (* 1930), deutscher Gewerkschafter und Politiker (SPD), MdB
- Jauniškis, Darius (* 1968), litauischer Offizier
- Jauns, Karl-Richard (1922–1990), deutscher Maler, Grafiker und Bildhauer
- Jaunsudrabiņš, Jānis (1877–1962), lettischer Dichter und Maler
- Jaunutis, litauischer Großfürst (1341–1345)
- Jaunzeme, Inese (1932–2011), sowjetische Leichtathletin
- Jaunzems, Alvis (* 1999), lettischer Fußballspieler
- Jaunzems, Dzintars (* 1966), lettischer Basketballspieler

### Jaup
- Jaup, Bernhard (1827–1895), hessischer Kreisrat und Ministerialbeamter
- Jaup, Bernhard (1860–1944), deutscher Verwaltungsbeamter
- Jaup, Heinrich Karl (1781–1860), großherzoglich-hessischer Beamter und Politiker und Ministerpräsident
- Jaup, Helwig Bernhard (1750–1806), deutscher Jurist und Hochschullehrer

### Jaur
- Jauregizar, Mikel (* 2003), spanischer Fußballspieler
- Jáuregui Prieto, Buenaventura (1898–1983), kolumbianischer römisch-katholischer Geistlicher, Bischof von Zipaquirá
- Jáuregui, Agustín de (1711–1784), Gouverneur von Chile und Vizekönig von Peru
- Jáuregui, Arturo (* 1943), mexikanischer Fußballspieler
- Jáuregui, Arturo (1956–2023), chilenischer Fußballspieler
- Jáuregui, Baudilio (* 1945), uruguayischer Fußballspieler und Trainer
- Jáuregui, Ignacio (* 1938), mexikanischer Fußballspieler
- Jáuregui, Ignacio (* 1995), argentinischer Fußballspieler
- Jáuregui, Javier (1973–2013), mexikanischer Boxer im Leichtgewicht
- Jáuregui, Jorge Mario (* 1948), argentinisch-brasilianischer Architekt
- Jáuregui, Juan de (1583–1641), spanischer Dichter
- Jauregui, Lauren (* 1996), US-amerikanische SängerinLauren Jauregui (* 1996)

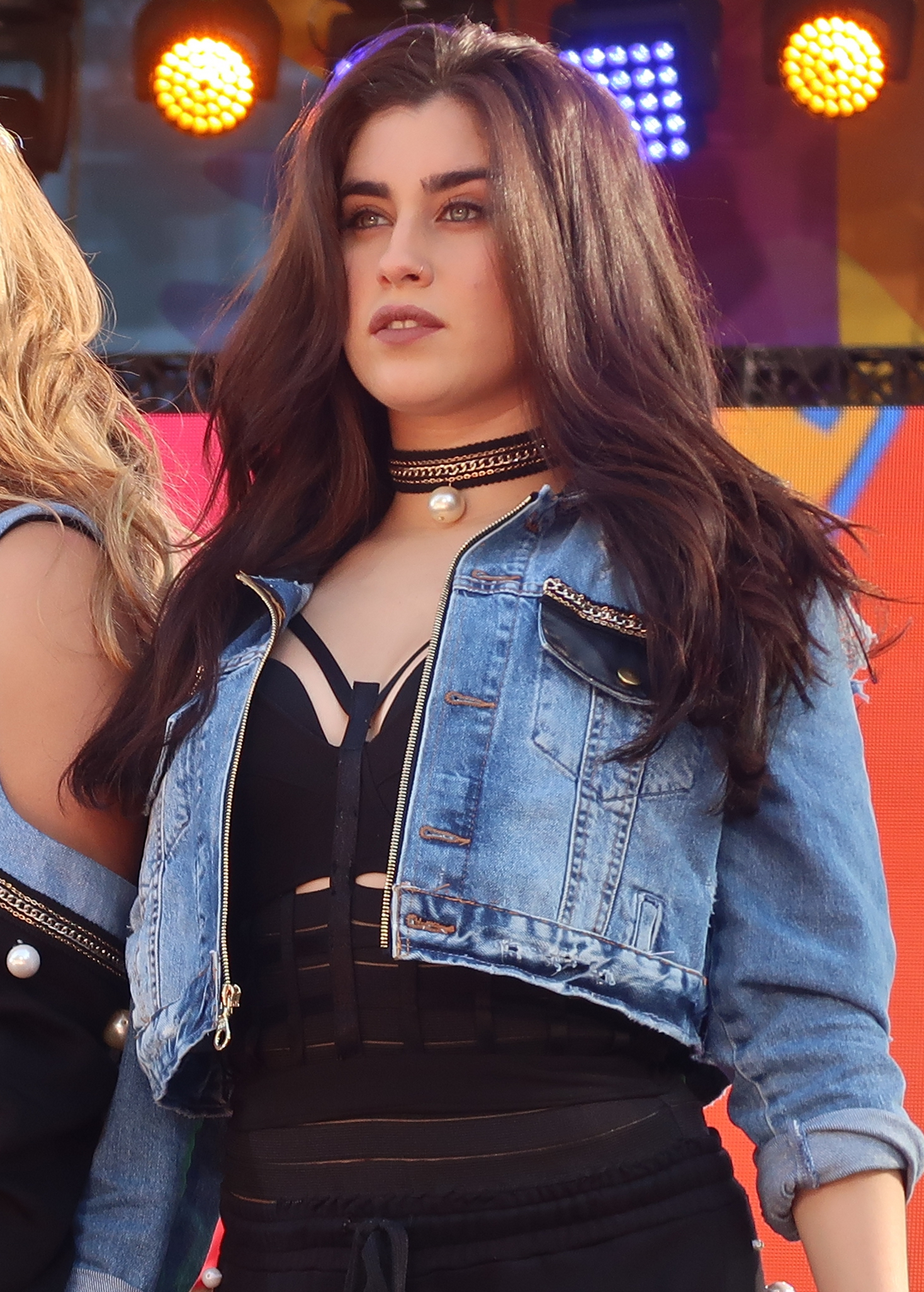
Lauren Jauregui (* 1996)

- Jáuregui, Mario (* 1970), mexikanischer Fußballspieler
- Jáuregui, Ramón (* 1948), spanischer Politiker (PSOE), MdEP
- Jáuregui, Rodolfo (1943–2003), mexikanischer Fußballspieler
- Jáuregui, Sergio (* 1985), bolivianischer Fußballspieler
- Jáuregui, Sergio Alberto (1992–2024), mexikanischer Fußballspieler
- Jáuregui, Sixto (1931–2018), peruanischer Karambolagespieler
- Jauréguiberry, Jean Bernard (1815–1887), französischer Admiral
- Jaurena, Inès (* 1991), französische Fußballerin
- Jaurena, Raúl (1941–2021), uruguayischer Tangomusiker, Bandoneon-Spieler und Komponist
- Jaurès, Benjamin (1823–1889), französischer Admiral
- Jaurès, Jean (1859–1914), sozialistischer französischer Politiker, Mitglied der Nationalversammlung, Vertreter des Reformsozialismus
- Jaurès, Jean-Sébastien (* 1977), französischer Fußballspieler
- Jauretche, Arturo (1901–1974), argentinischer Journalist, Politiker und Schriftsteller
- Jauretche, Pablo, argentinischer Polospieler
- Jauris, Bohumil (1933–1992), tschechoslowakischer Eisschnellläufer
- Jaursch, Markus (* 1965), deutscher Maler
- Jaurú, César Sauvan (1824–1897), brasilianischer Diplomat

### Jaus
- Jaus, Otto (* 1983), österreichischer Schauspieler, Sänger und KabarettistOtto Jaus (* 1983)

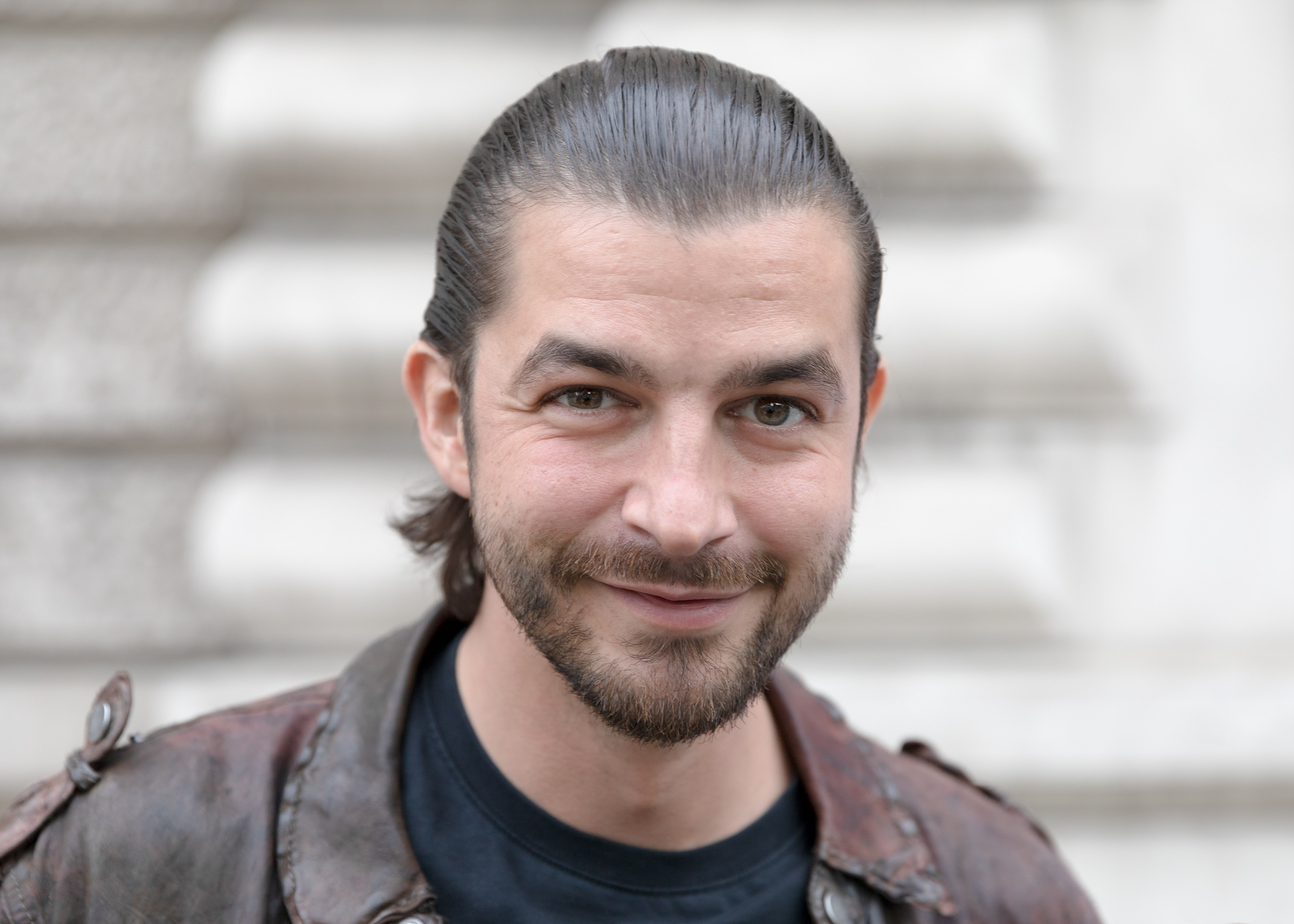
Otto Jaus (* 1983)

- Jausch, Siegfried (1932–2016), deutscher Politiker (SPD), MdL
- Jausions, Paul (1834–1870), Benediktiner, Pionier bei der Restitution des Gregorianischen Gesanges
- Jauslin, Hans (1909–1958), Schweizer Künstler
- Jauslin, Karl (1842–1904), Schweizer Historienmaler
- Jauslin, Matthias (* 1962), Schweizer Politiker (GLP) und UnternehmerMatthias Jauslin (* 1962)

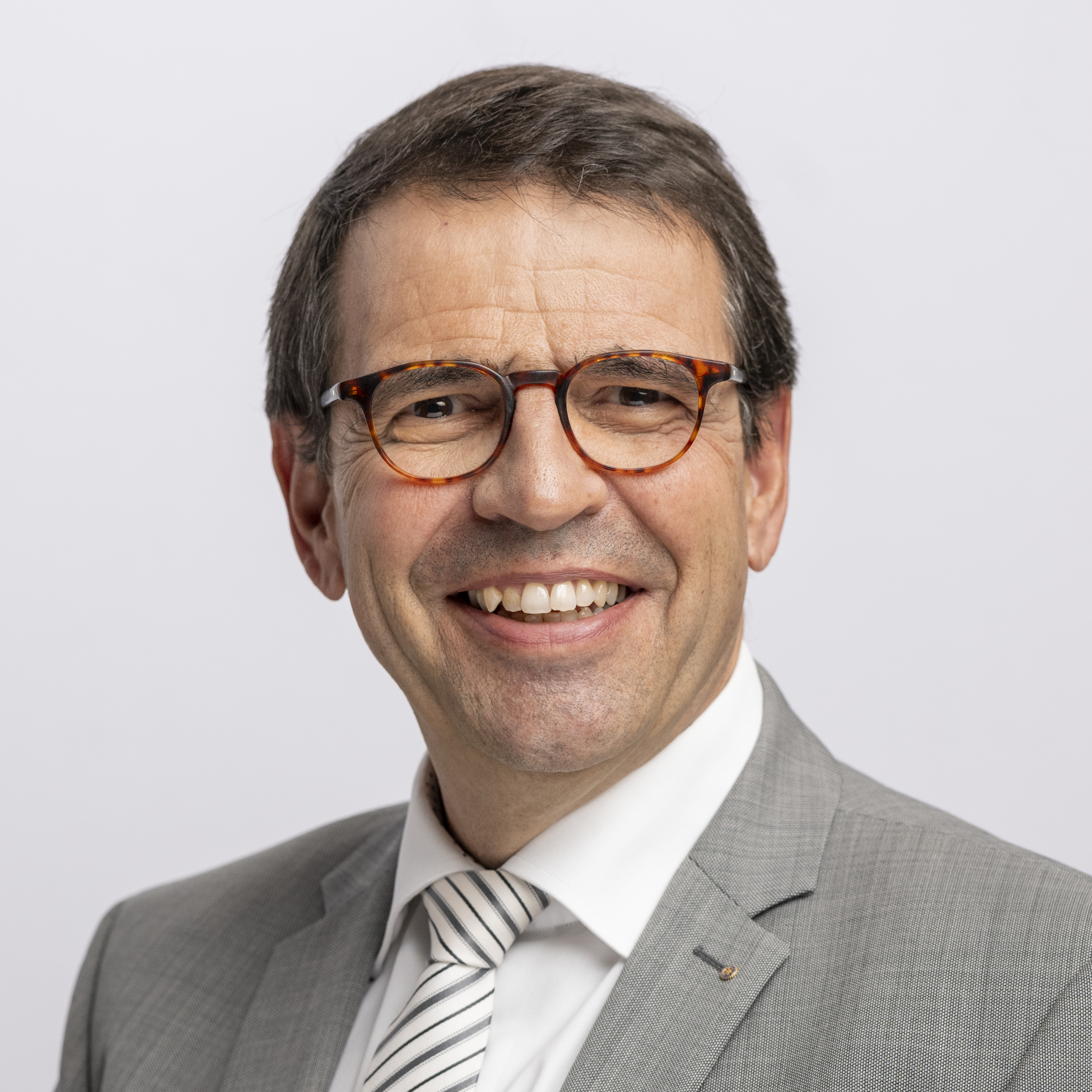
Matthias Jauslin (* 1962)

- Jaušovec, Mima (* 1956), slowenische und jugoslawische Tennisspielerin
- Jauss, Anne Marie (1902–1991), deutsche Stillleben- und Landschaftsmalerin, sowie Kinderbuchautorin
- Jauss, Georg (1867–1922), deutscher Landschaftsmaler
- Jauss, Gunther (1936–2016), deutscher Architekt
- Jauß, Hans Robert (1921–1997), deutscher Literaturwissenschaftler und Romanist
- Jaussaud, Jean-Denis (* 1962), französischer Skilangläufer
- Jaussaud, Jean-Pierre (1937–2021), französischer Automobilrennfahrer
- Jaussaud, Philippe (1955–2019), französischer Chemiker, Pharmakologe und Toxikologe

### Jaut
- Jautz, Ulrich (* 1963), deutscher Rechtswissenschaftler und Rektor

### Jauz
- Jauz (* 1992), US-amerikanischer DJ und Musikproduzent
- Jauzion, Yannick (* 1978), französischer Rugbyspieler